# Шрусбері (Пенсільванія)
Шрусбері (англ. Shrewsbury) — місто (англ. borough) в США, в окрузі Йорк штату Пенсільванія. Населення — 3848 осіб (2020).

## Географія
Шрусбері розташоване за координатами 39°46′17″ пн. ш. 76°40′48″ зх. д. / 39.77139° пн. ш. 76.68000° зх. д. (39.771330, -76.679867).  За даними Бюро перепису населення США в 2010 році місто мало площу 4,69 км², уся площа — суходіл.

## Демографія
Згідно з переписом 2010 року, у селищі мешкали 3823 особи в 1480 домогосподарствах у складі 1014 родин. Густота населення становила 815 осіб/км².  Було 1553 помешкання (331/км²).
Расовий склад населення:
| - 93,5 % — білих - 3,0 % — чорних або афроамериканців - 1,4 % — азіатів - 0,2 % — корінних американців |

До двох чи більше рас належало 1,3 %. Частка іспаномовних становила 2,5 % від усіх жителів.
За віковим діапазоном населення розподілялося таким чином: 22,6 % — особи молодші 18 років, 55,9 % — особи у віці 18—64 років, 21,5 % — особи у віці 65 років та старші. Медіана віку мешканця становила 45,3 року. На 100 осіб жіночої статі у селищі припадало 87,0 чоловіків;  на 100 жінок у віці від 18 років та старших — 82,5 чоловіків також старших 18 років.
Середній дохід на одне домашнє господарство  становив 86 033 долари США (медіана — 70 625), а середній дохід на одну сім'ю — 110 161 долар (медіана — 103 333). Медіана доходів становила 51 862 долари для чоловіків та 47 171 долар для жінок. За межею бідності перебувало 3,5 % осіб, у тому числі 1,5 % дітей у віці до 18 років та 5,0 % осіб у віці 65 років та старших.
Цивільне працевлаштоване населення становило 2005 осіб. Основні галузі зайнятості: освіта, охорона здоров'я та соціальна допомога — 24,0 %, виробництво — 18,2 %, мистецтво, розваги та відпочинок — 10,7 %, публічна адміністрація — 9,6 %.